# Guacara (municipalité)
Pour les articles homonymes, voir Guacara.
Guacara est l'une des quatorze municipalités de l'État de Carabobo au Venezuela. Son chef-lieu est Guacara. En 2011, la population s'élève à 176 218 habitants.

## Géographie

### Subdivisions
La municipalité est divisée en trois paroisses civiles avec, chacune à sa tête, une capitale (entre parenthèses) : 
- Ciudad Alianza (Guacara) ;
- Guacara (Guacara) ;
- Yagua (Yagua).